# Čečenija
Čečenija (čečenski Ičkerija, također Čečnja, puni naziv Čečenskaja respublika) je republika u Ruskoj Federaciji smještana na Kavkazu. Čečenija je ruski naziv pa stoga i međunarodni za domovinu naroda Čečena čiji autoetnonim glasi Nohči.
Površina joj je 17.300 četvornih kilometara, ima 1,268.989 stanovnika, a glavni grad je Grozni. Godine 1922. postala je autonomna oblast, od 1936. u Čečeno-Inguškoj Autonomnoj Sovjetskoj Republici. Tijekom 1944. – 1948. oko 650.000 Čečena i Inguša deportirano je u Sibir i Srednju Aziju (pri tome ih je oko 200.000 umrlo). Od 1957. u sastavu je Ruske Republike. S raspadom SSSR-a, 1991. proglašava nezavisnost (nepriznata od Rusije), uslijedili su unutrašnji sukobi te ruska vojna intervencija (1994. – 1996.) s više desetaka tisuća poginulih (uglavnom civila) i oko 600.000 raseljenih. Godine 1997. ostvarila je političku autonomiju, pobunjeničke skupine koje teže nezavisnosti nastavile su borbu te je 1999. uslijedila nova ruska vojna intervencija (s oko 10.000 poginulih). Nestabilnost je nastavljena i tijekom 2000-ih, a završena u travnju 2009.

## Povijest
Godine 1783. Rusija pod Katarinom Velikom pripaja Gruziju stječući tako formalno i vlast nad Čečenijom. Prvi sukob Rusa i Čečena zbiva se 1830. kada ruski car Nikola I. pokušava osvojiti Kavkaz. Slijede Kavkaski ratovi okončani 1864. Pod vodstvom Imama Šamila, kojemu je bio cilj osnovati islamsku državu, Čečeni se uspješno odupiru ruskoj invaziji sve do 1859. kada je njihov vođa Šamil uhvaćen. O njemu piše Lav Tolstoj u romanu Hadži Murat. Manji sukobi traju tijekom 1860-ih, uglavnom oko rijeke Terek. Od 1859. Čečeni su deportirani ili sami bježe u Osmansko Carstvo.
Tijekom ruske revolucije 1917. šeik Uzun Hadži osnovao je 1919. Sjevernokavkaski emirat. Čečenija proglašava neovisnost, ali je boljševička vojska okupira i 1920. osniva Čečensku autonomnu oblast. U siječnju 1921. u Vladikavkazu zasjedao kongres te je ustanovljena SS autonomna planinska republika iz koje se Čečenija izdvojila u studenom 1922. Čečenija se 1934. spaja s Inguškom autonomnom oblašću u Čečensko-ingušku autonomnu oblast koja pak 1936. postaje Čečensko-inguška Autonomna Sovjetska Socijalistička Republika. U studenom 1941. njemačke su postrojbe bile nadomak Čečenije, ali su se povukle. Staljin je deportirao oko 400.000 Čečena i Inguša. Dana 23. i 24. veljače 1944. ruske postrojbe su ih sustavno trpale u kamione i prebacivale na istok. Čečeni i Inguši su 1957. vraćeni iz Kazahstana i Kirgistana u svoju domovinu na inicijativu Hruščova.  
Nakon raspada Sovjetskog Saveza Džohar Dudajev, čečenski političar i bivši sovjetski general izabran je za predsjednika Čečenije te u studenom 1991. proglašava neovisnost. Dana 11. prosinca 1994. predsjednik Jeljcin šalje postrojbe u Grozni. Poginulo je 70-80.000 ljudi, uglavnom čečenskih civila. Uz velike gubitke Rusi okupiraju Grozni i dvije trećine Čečenije. U lipnju 1995. Čečeni zarobljavaju stotine talaca u bolnici u Budenovsku, u južnoj Rusiji. Ruski komandosi rješavaju krizu u akciji u kojoj je poginulo više od stotinu talaca. U travnju 1996. Dudajev je ubijen projektilom dok je telefonirao satelitskim telefonom. Jeljcin je nakon neuspjelih pokušaja potpisivanja primirja poslao generala Aleksandra Ljebeda da s Mashadovim dogovori povlačenje ruskih postrojba te se Rusija 1996. povlači poražena. U prvoj vojnoj kampanji poginulo je 3826 ruskih vojnika i između 60.000 i 100.000 civila. Čečeni 1996. uspijevaju ponovo uspostaviti nadzor nad Groznim, mirovni ugovor s Rusijom službeno je potpisan u svibnju 1997., kojim je predviđeno da Čečenija i Rusija u razdoblju od pet godina postignu politički dogovor o konačnom statusu Čečenije.
Tako 1997. Čečenija stječe de facto neovisnost pošto je Rusija priznala Mashadovljevu vladu. Na tome bi ostalo, ali početkom 1999. Mashadov je prisiljen uvesti šerijatski zakon. Naime učestali su zločini i otmice, jača islam i snage Šamila Basajeva napadaju Dagestan. Mashadov ne podržava napad. Ipak, Rusija prekida pregovore s Čečenijom i odlučuje upravljati njome iz Moskve. Predsjednik Jeljcin naglo daje ostavku, a vlast preuzima radikalniji Putin koji se surovo obračunava s čečenskim vođama, ne štedeći pritom ni civile.
Dana 13. veljače 2004. u Dohi u Kataru ubijen je tada bivši čečenski predsjednik Zelimhan Jandarbijev, a na drugom frontu ubijen je Ahmad Kadirov u ekspoziji na stadionu 9. svibnja 2004. Mashadov je ubijen 8. ožujka 2005. Njegovo tijelo nije predano obitelji, nego je pokopan na tajnom mjestu. Šamilu Basajevu ne uspijeva, međutim nitko doskočiti sve dok 10. srpnja 2006. nije poginuo u eksploziji vagona ispunjenog eksplozivom. Nedugo zatim, čečenski su pobunjenici obznanili da ne odustaju od daljnje borbe.

## Zemljopis
Čečenija je republika na jugu europskoga dijela Rusije, površine 17.300 km2, s 1,268.989 stanovnika, uglavnom Čečeni (95,3 %), zatim Rusi (1,9 %), i ostali – Inguši, Armenci, Ukrajinci i drugi – (2,9 %). Glavni grad je Džohar-Gala (ranije Grozni), a veći gradovi su: Gudermes, Ačkoj-Martan, Urus-Martan, Argun, Šali. Na jugu obuhvaća s obronke Velikoga Kavkaza (Tebulosmta, 4493 m), na sjeveru Nogajsku stepu, a između njih su široke plodne doline Tereka i pritoka Sunže. U vegetaciji prevladava stepa i niska šuma. Klima je pretežno kontinentalna. Na natapanim površinama sjevernoga nizinskog dijela poljoprivreda (riža i druge žitarice, vinogradarstvo, voćarstvo, povrtlarstvo), u višem, kavkaskom dijelu, stočarstvo. Glavna gospodarska grana je proizvodnja i prerada nafte. Glavna ležišta su u dolini Sunže između Džohar-Gale i Gudermesa. Rafinerija u Džohar-Gali među najvećima u Rusiji. Naftovod se proteže do Mahačkale na Kaspijskom jezeru i Tuapsea na Crnome moru. Razvijene su Strojogradnja, kemijska, drvna i prehrambena industrija. 

## Vanjske poveznice
|  | Zajednički poslužitelj ima još gradiva o temi Čečenija |